# Sarkis Assadourian (escrime)
Pour les articles homonymes, voir Sarkis Assadourian et Assadourian.
Sarkis Assadourian (persan: سركیس آسادوریان, arménien: Սարգիս Ասադուրյան) (né le 22 mai 1948) est un escrimeur iranien d'origine arménienne.
Il participe aux épreuves d'épée et de fleuret individuel et par équipes olympique aux Jeux olympiques d'été de 1976 à Montréal.